# José Méndez de Quiroga
José Méndez de Quiroga (Santa Eulalia, Reino de las Españas c. 1750s - San Salvador, Capitanía General de Guatemala, Virreinato de Nueva España, Imperio Español 16 de octubre de 1817) fue un coronel y caballero de la Orden de Alcántara que se desempeñó como Intendente de San Salvador (de 1814 a 1817).

## Biografía
José Méndez de Quiroga y Vásquez nació en Santa Eulalia, Reino de las Españas por la década de 1750s; siendo hijo de Manuel Méndez de Quiroga y Manuela Vásquez. Se dedicaría a la carrera de las armas, alcanzando el rango de teniente coronel; asimismo sería condecorado con la Orden de Alcántara.
En 1800 contraería matrimonio con Margarita Veillon Aubert, con quien engendraría una hija llamada María de la Concepción Quiroga. Tiempo se después se trasladaría a residir a la ciudad de la Nueva Guatemala de la Asunción; donde en 1806, su esposa solicitó protección al presidente-gobernador y capitán general de Guatemala Antonio González Mollinedo y Saravia por los malos tratos de su esposo.
En 1809 se lo nombraría como comandante del regimiento de artillería. El 9 de abril de 1810 se haría cargo brevemente y como interino del puesto de presidente-gobernador y capitán general de Guatemala, debido a enfermedad del capitán general Saravia; ante esto, el 19 de junio, el ayuntamiento de la Nueva Guatemala escribió que eso no convenía, debido a que su esposa era de origen francés (ya que las tropas francesas de Napoleón Bonaparte habían invadido España, y tomado como prisioneros a la familia real; y se había conformado la Junta Suprema Central para expulsar a los franceses).
El capitán general Saravia retomaría su puesto, por lo que Quiroga volvería a ser comandante del regimiento de artillería, esta vez con el rango de coronel. En marzo de 1814, debido a los sucesos del segundo movimiento independentista en San Salvador, el capitán general José de Bustamante lo designaría como comandante interino de las milicias de la intendencia de San Salvador, enviándolo con un oficial y 50 soldados del regimiento fijo. En dicha ciudad, y con el uso de la fuerza, se encargó de buscar, perseguir, capturar y hacer confesar a los cabecillas de dicho movimiento.
El 13 de mayo de 1814 el rey Fernando VII entró en Madrid, asumió el trono y dio por finalizada la guerra contra los franceses; posteriormente, derogaría la Constitución de Cádiz. Debido a ello, serían apartados de sus cargos todos aquellos que formularon o firmaron las instrucciones a los diputados a cortes; uno de ellos sería el intendente de San Salvador José María Peinado, y en su lugar ocuparía el cargo Mendez de Quiroga.
Durante su mandato como intendente, y por real cédula del 20 de agosto de 1817, quedaron libres los líderes del movimiento independentista de 1814. Fallecería el 16 de octubre de 1817, siendo enterrado en el convento de San Francisco. Dejó en su testamento, una donación al Colegio de Cristo de la Nueva Guatemala. El 18 de diciembre de 1818, su hija, quien contrajo matrimonio en La Habana, otorgó un poder para reclamar la herencia de su padre.